# Eoschizopera reducta
Eoschizopera reducta är en kräftdjursart som beskrevs av Wells och Rao 1976. Eoschizopera reducta ingår i släktet Eoschizopera och familjen Diosaccidae. Inga underarter finns listade i Catalogue of Life.